# Lex Rubria
Die Lex Rubria war das erste von zwei Munizipalgesetzen aus der Zeit Caesars. Caesar veranlasste die Einbringung der lex durch einen namengebenden Volkstribunen Rubrius im Jahr 49 v. Chr. Gegenstand der Regelung war die Gerichtsordnung für cisalpinische Städte, weshalb auch von der lex Gallia Cisalpina gesprochen wird. Gegenstand des Gesetzes war die Angleichung des Gerichtswesens an die Vorgaben Roms, insbesondere waren die Verfahrensvorschriften des aktuell gültigen prätorischen Edikt einzuhalten. Abweichungen wurden sehr ausnahmsweise dort geduldet, wo „partikulares Recht“ der Natur der lokalen Sache entsprang.
In einem darüber hinaus erhaltenen Teil ordnete das Plebiszit an, dass Municipialmagistrate bis zu einem Streitwert von 15.000 Sesterzen Geschworenenprozesse selbst führen durften, in Ausnahmefällen auch über den Streitwert hinaus. Die Prozesse, die den Rahmen und damit die Kompetenz der Beamten überschritten, waren dem Prätor zu übertragen.
Das inschriftlich auf einer Bronzetafel teils hinterlassene Gesetz wurde 1760 in den Ruinen des Forums von Veleia aufgefunden. Es lässt sich aufgrund der Orthographie der cäsarischen Zeit zuordnen. Auseinanderzuhalten ist das Gesetz allerdings gegenüber einem gleichnamigen Gesetz aus dem 2. Jahrhundert v. Chr., das vorsah, dass auf dem Gebiet der früheren Stadt Karthago eine Kolonie gegründet werden sollte, was aber aufgrund schlechter göttlicher Vorzeichen unterblieb.
45 v. Chr. erließ Caesar sein zweites Munizipialgesetz. Es handelte sich um die lex Iulia municipalis, dem grundlegende Bedeutung zukam. Dem Auffinden der beiden munizipalen leges Iulia municipalis und Rubria verdankt die Rechtsgeschichte die wichtigste Quellenanregung zum Verständnis der italischen Städteverfassung.
Einblick gewährt die lex nicht nur in die Jurisdiktionsgewalt der Amtswalter. Sie behandelt auch das hoheitliche Vollstreckungswesen, wie es beispielsweise bei  Besitzeinweisungen angewandt wird. Prozessualrechtliche Verteidigungsmuster und der Umgang mit Geständnissen werden überdies erwähnt. Vornehmlich aber bedeutsam ist die lex, weil sie über die Entwicklung der sittlich-rechtlichen Verpflichtungen verständigt und die fides zum Verpflichtungsgrund eines Rechtsgeschäfts erhebt. Redliches Verhalten wird damit Kernmerkmal eines Geschäfts. Privatrechtliche Grundsätze zu Stipulationen und deren Absicherungen oder die Zusicherung von Schadensfreistellungen (cautio damni infecti) sind ebenfalls Bestandteil der lex Rubria.